# Phạm Thế Duyệt
Phạm Thế Duyệt (10 tháng 8, 1936) là một chính trị gia Việt Nam. Ông nguyên là Ủy viên Bộ chính trị, Chủ tịch Ủy ban Trung ương Mặt trận Tổ quốc Việt Nam, Thường trực Bộ Chính trị
Ông từng là Ủy viên Ban Chấp hành Trung ương các khóa V đến VIII, Bí thư Trung ương Đảng khóa VI, Ủy viên Bộ Chính trị Ban Chấp hành Trung ương Đảng Cộng sản Việt Nam các khóa VII và VIII, từng là Bí thư Thành ủy Hà Nội, Tổng Thư ký Tổng Công đoàn Việt Nam (nay là Tổng Liên đoàn Lao động Việt Nam) khóa V, Chủ tịch Ủy ban Trung ương Mặt trận Tổ quốc Việt Nam khóa V, đại biểu Quốc hội từ khóa đến khóa XI.

## Tiểu sử
Phạm Thế Duyệt quê xã Ngô Quyền, huyện Thanh Miện, Hải Dương. Ông là cựu sinh viên Trường Đại học Mỏ - Địa chất. Sau đó ông làm việc trong ngành than tại Quảng Ninh, từng làm Giám đốc Xí nghiệp Than Mông Dương, Chủ tịch Công đoàn Mỏ than Mạo Khê.
Ông tốt nghiệp trường Cao cấp lý luận và Quản lý kinh tế tại Liên Xô.
Các chức vụ ông đã đảm nhiệm như: Ủy viên Ban Chấp hành Trung ương Đảng khóa V (1982), Phó Chủ tịch kiêm Tổng Thư ký Tổng Công đoàn Lao động (1983), Bí thư Trung ương Đảng khóa VI (1986), Chủ tịch Tổng Liên đoàn Lao động (1987) , Bí thư Thành ủy Hà Nội (1988 - 1996); Ủy viên Bộ Chính trị (1991), Ủy viên Thường vụ - Thường trực Bộ Chính trị (1997 - 2001); Chủ tịch Ủy ban Trung ương Mặt trận Tổ quốc Việt Nam khóa V; Đại biểu Quốc hội các khóa VIII, X, XI.
Năm 2008, ông quyết định rời khỏi cương vị chức vụ Chủ tịch Ủy ban Trung ương Mặt trận Tổ quốc Việt Nam, sau đó ông sẽ được nghỉ hưu trí. Người kế nhiệm ông là Huỳnh Đảm.